# Мур, Дэвид Морсби
Дэ́вид Мо́рсби Мур (англ. David Moresby Moore, 26 июля 1933 — 29 июня 2013) — британский ботаник, профессор Редингского университета.

## Биография
Родился в Барнард-Касл в графстве Дарем 26 июля 1933 года в семье Джорджа Мура и его супруги Элизабет Гранж. Учился в Университетском колледже Даремского университета, в 1954 году окончил его со степенью бакалавра. В 1957 году защитил диссертацию доктора философии по теме «Экспериментальная таксономия Viola lactea Sm.» под руководством профессора Дэвида Вэлентайна.
С 1957 года Мур был женат на Айде Элизабет Шо.
В 1958 году — в Канберре, с 1959 по 1961 год — научный сотрудник Калифорнийского университета в Лос-Анджелесе. В 1960—1961 годах — в Чили, затем — на Фолклендских островах. С 1961 года преподавал в Лестерском университете.
В 1968 году перешёл в Редингский университет, где стал читать лекции по систематике растений. С 1976 по 1994 год занимал пост профессора ботаники.
Скончался 29 июня 2013 года.

## Некоторые публикации
- Moore D. M. Population studies on Viola lactea Sm. and its wild hybrids. — Evolution. — 1959. — Vol. 13, no. 3. — P. 318—332.
- Moore D. M. Plant Cytogenetics. — 1976. — 64 p.
- Moore D. M., Scannell M. J. P. Bartholomew Sulivan and early watercolours of Bartholomew Sulivan and early watercolours of Falkland Islands vegetation in the National Botanic Gardens, Dublin. — Archives of Natural History. — 1986. — Vol. 13, no. 2. — P. 155—163.

## Виды, названные именем Д. Мура
- Hierochloe moorei De Paula, 1974 — Hierochloe redolens (Vahl) Roem. & Schult., 1817
- Plantago moorei Rahn, 1984